# Alvarado (Veracruz)
Alvarado – miasto w Meksyku, w stanie Veracruz.